# Werner Picot
Werner Picot (* 7. Juni 1903 in Stuttgart; † 19. Oktober 1992 in Baden-Baden) war ein deutscher Jurist, Diplomat und Kaufmann.

## Leben
Picot wurde 1903 als Sohn des Reichsgerichtsrats Karl Picot und dessen Frau Lina Picot, geborene Breitling, in Stuttgart geboren.
Er besuchte zunächst ein Gymnasium in Stuttgart und legte 1922 an der humanistischen Thomasschule zu Leipzig sein Abitur ab. Von 1919 bis 1920 war er Zeitfreiwilliger in einem Freikorps. Von 1922 bis 1926 durchlief er eine kaufmännische Ausbildung in Bank, Industrie und Großhandel. Von 1926 bis 1930 studierte er Rechts- und Staatswissenschaften sowie Volkswirtschaftslehre an der Universität Leipzig. 1930 bestand er sein Erstes juristisches Examen. Sein Referendariat absolvierte er im sächsischen Justizdienst. Im Jahr 1934 legte er sein Zweites juristisches Examen ab.
Von 1934 bis 1935 war Picot als Spionagebeauftragter beim Chef des Ausbildungswesens der SA tätig. Gleichzeitig wurde er 1934 als Rechtsanwalt am Kammergericht in Berlin zugelassen. Zum 1. März 1931 trat er in die NSDAP ein (Mitgliedsnummer 475.135). Vom 1. Mai 1932 bis Juni 1935 war er Mitglied der SA. Hier übte er über eine längere Zeit die Funktion eines Spionageabwehr-Beauftragten aus. Die Aufnahme in die SS (SS-Nummer 258.279) erfolgte am 1. Juli 1935. Die Übernahme erfolgte mit dem Dienstgrad eines SS-Hauptsturmführers.  Er wurde am 30. Januar 1943 zum SS-Standartenführer befördert.
Am 25. Juni 1935 wurde Picot in den diplomatischen Dienst des Auswärtigen Amtes berufen. Er absolvierte seine Diplomatenausbildung im Referat Wirtschaft (1935–1936), in der Gesandtschaft Kowno (1936–1937), beim Vatikan (1937–1939) und im Referat Innerdeutsche Angelegenheiten (1939). Ab 1937 war er Legationssekretär. Von 1939 bis 1940 leistete er seinen Wehrdienst ab. 1940 übernahm er in der Abteilung Deutschland die stellvertretende Leitung des Referats D II (Verbindung zu den Dienststellen des Reichsführers SS und internationale polizeiliche Zusammenarbeit). Schließlich wurde er Leiter des Referats. 1940 erfolgte die Ernennung zum Legationsrat und 1942 die zum Legationsrat I. Klasse. Ab 1942 leitete er das Referat Heiliger Stuhl. Als sein Nachfolger übernahm Emil Geiger (1903–1958) die Leitung des Referates D II. Nur ein Jahr später 1943 wurde picot als Leutnant der Reserve zum Kriegsdienst in der Heeresgruppe Mitte eingezogen.
Nach dem Zweiten Weltkrieg arbeitete Picot in der Schmierfett-Industrie und wurde 1951 Geschäftsführer des Verbandes der Schmierfettindustrie in Hamburg. Von 1958 bis 1965 war er Mitglied der Geschäftsführung der Firma Aral Italiana.